# Mitú (telenovela)
Mitú fue una serie de televisión juvenil chilena, estrenada el 29 de agosto de 2005 y finalizada el 3 de enero de 2006, producida y emitida por Mega. Dirigida por Álex Hernández con la ayuda de Iván Canales Sugg, Juan Pablo Tapia, y con guion de Mateo Iribarren y León Murillo. Fue emitida dentro del programa juvenil Mekano.

## Trama
Laura Castaño (Andrea Freund) es una psicóloga muy bondadosa, Lucía Armazán (Andrea Freund) es una millonaria excéntrica, ambas son totalmente iguales de rostro y un día se conocen y deciden cambiar de vidas.
Mientras en la universidad, Américo Román (Sebastián Layseca) es un estudiante de psicología que desea aprender el comportamiento femenino, por lo que se disfraza de mujer y vive el día común de una mujer, ahora como Viviana.
Mientras Fernanda Carreño (Chabe Indo) es una estudiante de neurocirugía pero el profesor de esa asignatura es muy machista, por lo que no la deja aprobar. Entonces decide transformarse en Emilio Marin, y así conocer más al chico de que está enamorada, Américo, y aprobar el curso.

## Elenco
- Andrea Freund como Lucía Armazán / Laura Castaño.
- Agustín Moya como Adán Armazán.
- María Isabel Indo como Fernanda Carreño / Emilio.
- Sebastián Layseca como Américo Román / Viviana.
- Monserrat Torrent como Martina Román.
- Julio Rivera como Pedro Carreño.
- Sergio Aguirre como Jorge Amenábar "Cadena".
- Ingrid Parra como Antonella Power.
- Ariel Levy como Gustavo Canales "Niño Rayo".
- Michelle Trillat como Hilda Vázquez "La Panzer".
- Claudio González como Roberto Castro "El Máquina".
- Ignacio Achurra como Javier Aceituno.
- María José Mateluna como María Luisa de Toro "La Madame".
- María Paz Jorquiera como Daniela García.
- Ana María Martínez como Eva Castaño.
- Gonzalo Robles como Bruno Carreño.
- Luis Dubó como Mariano Román.
- Fernando Farías como Abel Armazán "El Gato".
- Francisca Opazo como Amanda Carreño.
- Elvira Cristi como Gabriela Román.
- Oscár Garcés como Gaspar Mellado.
- Alain Soulat como Bastián Müller.
- Tanja Zahri como Sofía Santibáñez.
- Claudio Olate como Vasco Solari.
- Fernando Alarcón como Eduardo Yávar.
- Francisca Concha como Estefanía Mellado.
- José Luis Bouchón como Miguel Aceituno.
- Ximena Abarca como Delia.
- Philippe Trillat como Jaime.
- Eduardo Mujica como Aníbal Power.
- Alejandra Dueñas como Úrsula.
- Loreto Araya-Ayala como Herminia.

| Predecesora: Es cool | Miniserie de Mega 2º Semestre, 2005 | Sucesora: Porky te amo |

- Datos: Q6019769